# عبدالحلیم العمودی
عبدالحلیم العمودی (عربی: عبد الحليم العمودي؛ زادهٔ ۱۹ اوت ۱۹۸۶) یک ورزشکار اهل عربستان سعودی است.
از باشگاه‌هایی که در آن بازی کرده‌است می‌توان به باشگاه فوتبال الانصار عربستان سعودی و باشگاه فوتبال الرائد عربستان سعودی اشاره کرد.